# ひばり (雑誌)
ひばりは、熊本朝日放送が発行する熊本の老人ホームと高齢者住宅無料情報誌である。

## 概要
熊本初の高齢者住宅無料ガイド（2009年当時）。年2回発行。熊本県の老人ホームや高齢者住宅情報を中心に高齢者介護・業界に関するお役立ち情報や特集が掲載されている。情報誌の発行と同時に施設の入居に関する相談にも対応。
過去には対象エリアを拡大し佐賀・筑後地方版も発行されていた（現在は休刊）。

## 沿革
- 2009年5月に熊本県で熊本リビング新聞社により創刊
- 2010年発行元が熊本朝日放送になる
- 2013年10月STSエンタープライズによりひばり佐賀・筑後地方版創刊
- 2015年ひばり佐賀・筑後版休刊（ポータルサイトのみでサービスは継続）
- 2016年ひばり熊本版ポータルサイトフルリニューアル

## 主な企画
- 介護×人のチカラ
- 入居者の声
- 介護男子・介護女子にインタビュー
- 高齢者におすすめバランスレシピ

## 配布部数・配布地域
- 配布部数：30,000部（年2回［5月・11月］）
- 配布エリア：熊本県全域
- 配布場所：熊本県の行政施設や病院など1,500箇所に設置